# Лінда Шталь
Лінда Шталь  (нім. Linda Stahl, 2 жовтня 1985) — німецька легкоатлетка, що спеціалізується в метанні списа, олімпійська медалістка, переможниця та призерка чемпіонатів Європи.
Особистий рекорд — 66 м 81 см.

## Виступи на Олімпіадах
| Олімпіада   | Дисципліна    | Місце |
| ----------- | ------------- | ----- |
| Лондон 2012 | метання списа | 3     |
| Ріо 2016    | метання списа | 11    |

## Зовнішні посилання
- Досьє на sport.references.com [Архівовано 18 грудня 2012 у Wayback Machine.]

1. ↑  World Athletics database